# واو موتيل (مسلسل)
وأو موتيل هو مسلسل كوميدي من تأليف سبع كتاب منهم ضيف الله زيد وإخراج حمد تركي وعرض على قناة الراي والعرض الأول 2005.

## فريق الممثلين
- محمد الصيرفي
- صالح الباوي
- عبد الله الباروني
- بولين بركات
- ملاك
- بثينة الرئيسي
- حميد البلوشي
- فرحان العلي